# 호굉
호굉(胡宏, 1105년~1161년)는 중국 송나라의 유학자이다. 자(字)는 인중(仁仲)이며, 푸젠성 숭안(崇安, 지금의 우이산 시) 출신이다. 남송 초기에 전란을 피해 후난성으로 이사했다가, 형산(衡山) 오봉(五峰)에 거처했다. 그래서, 오봉선생(五峰先生)이라 부른다. 유학자 호안국(胡安国)의 셋째 아들이다. 호굉은 과거 유학 경전을 공부해 인간 심성의 원리를 깨닫고 이상적인 사회제도를 찾으려 했다. 그는 성(性)을 가장 중요한 만물의 이치이자 천하의 근본이며 이(理)와 기(氣)의 근원이라고 생각했다.

## 생애
어려서는 집안의 가르침을 받았고, 청년 시절에는 여러 곳을 돌아다니며 공부하다가 이정(二程, 정호, 정이 형제)의 학설에 마음을 기울였다. 스무 살이 되어 수도에 들어가 이정의 제자인 양시를 스승으로 모셨고, 이정의 다른 제자 후사성에게 배웠다. 평생 벼슬길에 나가지 않았다. 당시 재상 진회가 벼슬을 주려 했으나, 호굉은 거절했다. 형산에서 20여 년 동안 강학하여, 호상학파의 형성에 중요한 기여를 했다. 호상학파는 이후 주희에게 커다란 영향을 끼친다.
호굉의 시대에 도학은 여전히 압제를 받았으나, 호굉은 그에 굴하지 않았다. 그는 도학을 진흥시키는 일을 자신의 임무로 삼았으며, 독립적인 사상 체계를 수립했다. 호굉은 “도학이 쇠미해져서 교화가 크게 어그러졌으니, 우리들은 마땅히 죽음으로써 자임해야 할 것이다”라고 말했다. 도학이 북송에서 남송에서 발전해 가는 과정에서 호굉은 중요한 연결 고리 역할을 했다.
호굉의 주요 저작은 《지언》(知言)이다.

## 호상학파
호굉과 그의 아버지 호안국이 복건에서 호남 형산(衡山)으로 거처를 옮기고, 벽천서원과 문정서원을 세워 이학을 연구하고 인재를 모아 강학했다. 이렇게 이학을 적극적으로 전파하면서 호상학파(湖湘學派)를 형성했다. 이들 부자가 창시한 호상학은 현실 극복 문제에 관심을 두었던 경세치용의 학문이다. 호굉은 “성인의 도를 배워 그 체(體)를 얻으면 반드시 그 용(用)을 얻는다. 체가 있으면서 용이 없다면 이단과 어떤 분별이 있겠는가? 정전, 봉건, 학교, 군제는 모두 성인이 마음을 다해 쓸 것을 생각한 것 중의 큰 것이다.”라 하여 유학의 도를 근본으로 하여 사회의 모든 영역에 실학정신을 체현하고자 하였다.